# 李整
李 整（り せい、生没年不詳）は、中国後漢末期の曹操配下の武将。本貫は兗州山陽郡鉅野県。

## 事績
父の李乾も曹操に仕えていたが、呂布配下の薛蘭・李封によって殺害された。李整は李乾の兵を引き継ぎ、諸将と共に薛蘭・李封を攻め、これを撃ち破った。兗州諸県の平定にも付き従い、功績を挙げた。
昇進を重ね、青州刺史となった後に死去した。配下の兵は李典が継いだ。
羅貫中の小説『三国志演義』には登場しない。代わりに李典の事績が正史『三国志』よりも前倒しにされ、董卓討伐の蹶起以前から曹操に仕えたことになっている。